# Dinu Pescariu
Dinu Mihail Pescariu (n. 12 aprilie 1974, București, România) este un fost jucător profesionist de tenis și om de afaceri român. Acesta a ocupat locul 75 ATP.
Dinu Pescariu este un om de afaceri controversat. El a fost denunțător în dosarul Microsoft, nefiind inițial urmărit penal de DNA.
Ulterior acesta a fost trimis în judecată de DNA pe 1 februarie 2018 alături de omul de afaceri Claudiu Florică, într-o bucată dinsjunsă din dosarul Microsoft. Pe 2 decembrie 2020 Curtea de Apel București a constatat definitiv prescrierea faptelor lui Dinu Pescariu și Claudiu Florică în acest dosar.
Pe 27 septembrie 2017 Dinu Pescariu a fost trimis în judecată de DNA alături de fostul ministru al Comunicațiilor Gabriel Sandu.
El deține complexul de lux Pescariu Sports and Spa din nordul Bucureștiului.
Pescariu a fost anchetat de asemenea de DNA și alături de fostul ministrul al Educației Mihnea Costoiu pentru delapidarea bazei Sportive Cutezătorii. În acest dosar Pescariu a scăpat de acuzații ca urmare a clăsării.